# Stefano Bonucci
Stefano Bonucci, nato Agostino Bonucci (Arezzo, 1521 – Roma, 2 gennaio 1589), è stato un cardinale e vescovo cattolico italiano.

## Biografia
Nacque nel 1521. Entrò molto presto nell'Ordine dei Servi di Maria cambiando il nome da Agostino in Stefano.
Insegnò teologia nella facoltà di Padova e Bologna. Fu teologo al Concilio di Trento.
Fu eletto generale dell'Ordine a Cesena nel 1572. Nel 1573 fu nominato vescovo di Alatri, per poi essere trasferito un anno dopo alla sede di Arezzo.
Papa Sisto V lo elevò al rango di cardinale nel concistoro del 18 dicembre 1587 e ricevette il titolo dei Santi Marcellino e Pietro.
Morì il 2 gennaio 1589 e fu sepolto nella chiesa romana di San Marcello al Corso.